# Мясниково (Брейтовский район)
Мясниково — деревня в Брейтовском районе Ярославской области. Входит в состав Брейтовского сельского поселения.

## География
Находится в северо-западной части Ярославской области на расстоянии приблизительно 14 км на юг-юго-запад по прямой от административного центра района села Брейтово.

## История
В 1859 году здесь (деревня Мологского уезда Ярославской губернии) было учтено 18 дворов, в 1898 — 15.

## Население
Численность населения: 127 человек (1859 год), 10 (русские 100 %) в 2002 году, 1 в 2010.